# Estràcia
Estràcia (en grec antic Στρατία) era una antiga ciutat d'Arcàdia que Homer esmenta al «Catàleg de les naus» com una de les ciutats que van participar en la guerra de Troia en un contingent comandat pel rei Agapènor.
No es coneix la seva situació exacta.